# Epiplatys
Epiplatys – rodzaj ryb karpieńcokształtnych z rodziny Nothobranchiidae.

## Klasyfikacja
Gatunki zaliczane do tego rodzaju:
| - Epiplatys annulatus – szczupieńczyk karłowaty - Epiplatys ansorgii - Epiplatys azureus - Epiplatys barmoiensis - Epiplatys berkenkampi - Epiplatys biafranus - Epiplatys bifasciatus - Epiplatys chaperi – szczupieńczyk abidżański, szczupieńczyk Chapera - Epiplatys chevalieri - Epiplatys coccinatus - Epiplatys dageti – szczupieńczyk Dageta - Epiplatys duboisi - Epiplatys esekanus - Epiplatys etzeli - Epiplatys fasciolatus – szczupieńczyk obrzeżony - Epiplatys grahami – szczupieńczyk Grahama - Epiplatys guineensis - Epiplatys hildegardae - Epiplatys huberi | - Epiplatys infrafasciatus - Epiplatys josianae - Epiplatys lamottei - Epiplatys longiventralis - Epiplatys maeseni - Epiplatys mesogramma - Epiplatys multifasciatus - Epiplatys neumanni - Epiplatys njalaensis - Epiplatys olbrechtsi - Epiplatys phoeniceps - Epiplatys roloffi - Epiplatys ruhkopfi - Epiplatys sangmelinensis - Epiplatys sexfasciatus – szczupieńczyk sześciopręgi - Epiplatys singa – szczupieńczyk szmaragdowy - Epiplatys spilargyreius – szczupieńczyk senegalski - Epiplatys steindachneri - Epiplatys zenkeri |

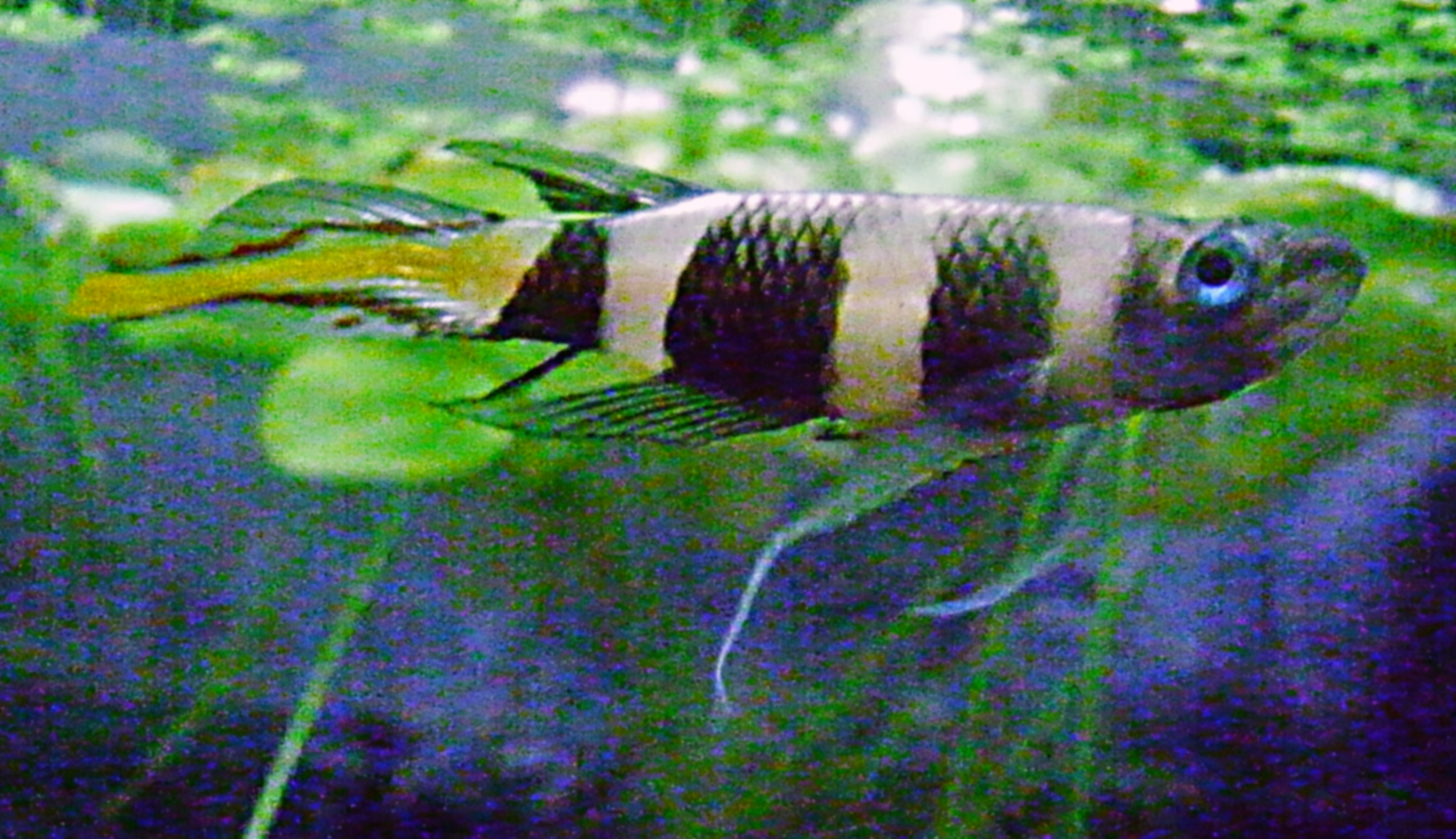
Epiplatys annulatus